# GOES 14
GOES 14는 미국의 기상위성이다. GOES-O로도 알려져 있다. 미국 NOAA의 GOES 사업의 14번째 위성이다.
BSS-601 버스에 기반한 3개의 GOES 위성 중 2번째로서, 보잉에서 제작했다. BSS-601 버스를 사용한 첫 번째 GOES 위성인 GOES 13은 2006년 5월 발사되었다.
GOES 14는 2009년 6월 27일 케이프 커네버럴 공군기지(CCAFS) SLC 37 발사장에서 Delta IV-M+(4,2) 로켓으로 발사되었다.
7월 7일 정지궤도에 진입했고, 6개월간의 시험운행에 들어갔다. 이후에 체크아웃 단계가 종료되며, 스탠바이 모드로 진입한다. 첫 번째 풀 디스크 이미지는 2009년 7월 27일에 전송되었다.

## 발사

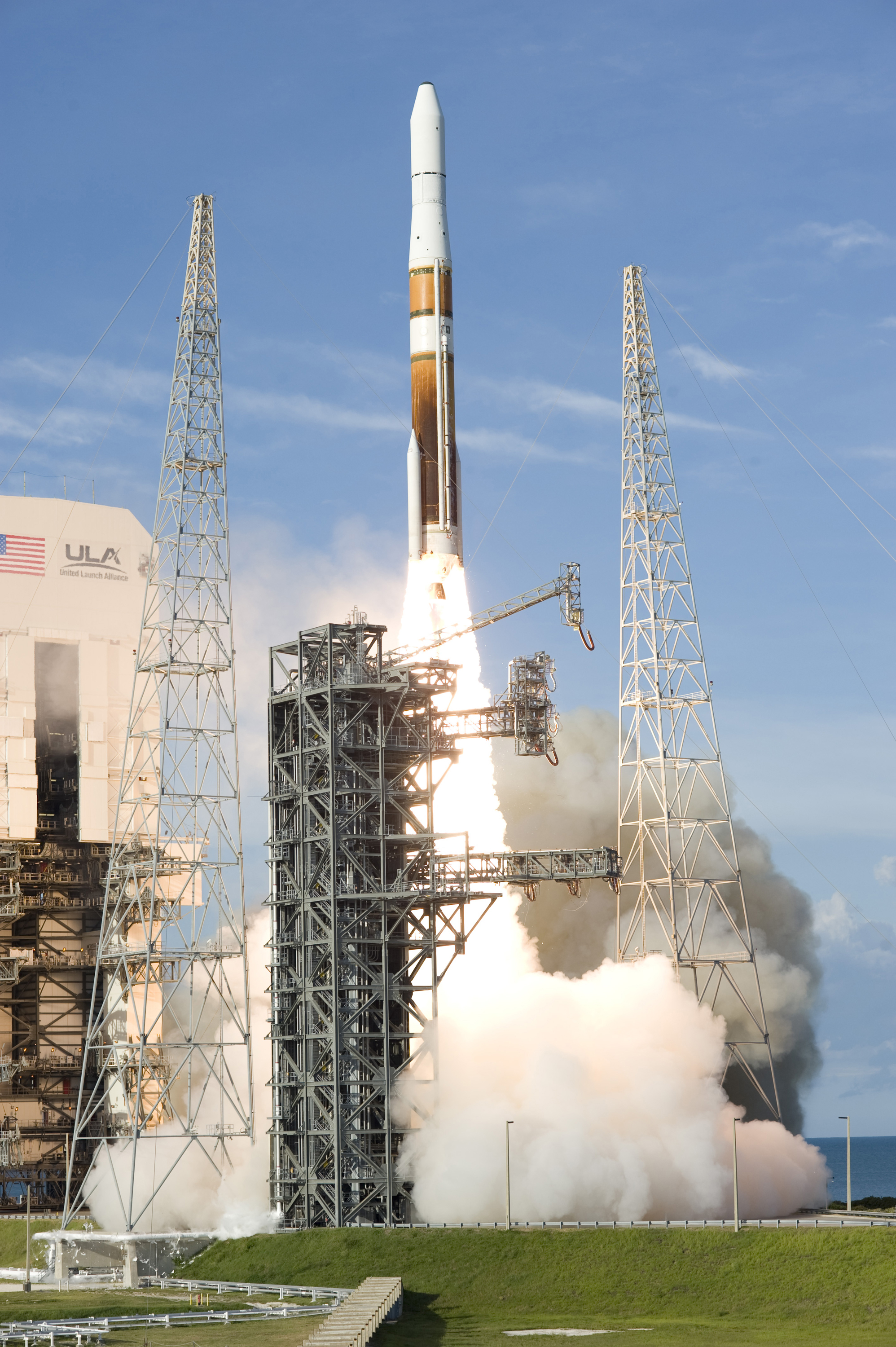
GOES-O 위성의 발사모습

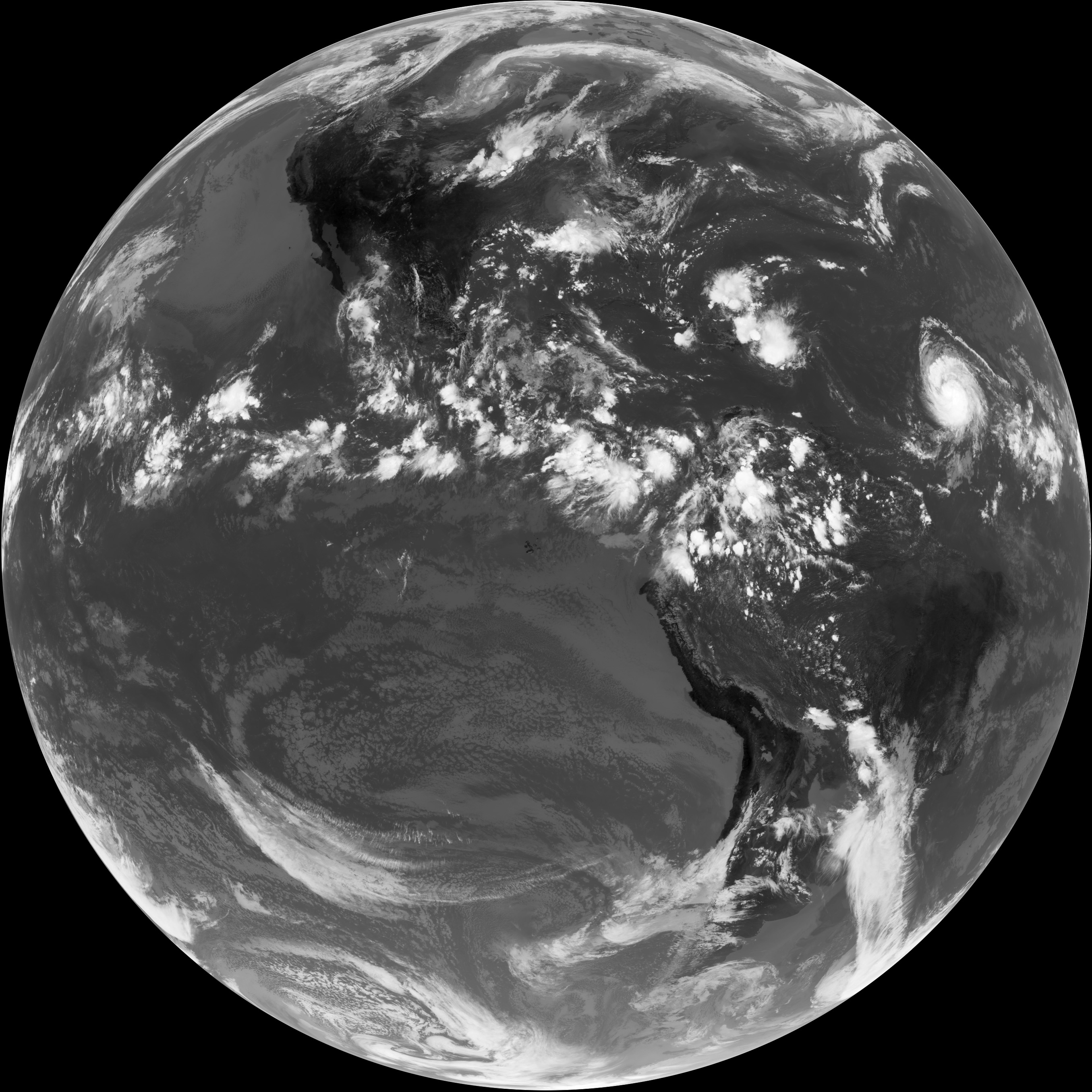
GOES 14가 촬영한 적외선 이미지

첫 번째 발사시도는 2009년 6월 26일 있었다. 비가 오고 번개가 쳐서 발사가 연기되었다. 하루 뒤에 발사되었다.

## 같이 보기
- GOES
- NOAA
- NASA
- 통신해양기상위성 - GOES 14가 2009년 6월 발사된 무게 3.1톤의 미국 정지궤도 기상위성이라면, 통신해양기상위성은 2010년 6월 발사된 무게 2.5톤의 한국 정지궤도 기상위성이다